# Heretic (album)
Heretic címmel jelent meg az amerikai death metal együttes Morbid Angel hetedik nagylemeze 2003. szeptember 22-én az Earache Records gondozásában. Ez az album volt az utolsó olyan Morbid Angel korong, melyet az Earache Records adott ki, valamint az utolsó olyan anyaguk, melyen Steve Tucker énekel és basszusgitározik. A Heretic felvételeinél szakítottak azzal a hagyománnyal, hogy a Floridában található, Morrisound stúdióban rögzítik a lemezt. A felvételek ezennel a szintén Floridában található  Diet of Worms stúdióban zajlottak, a zenekar és Juan Gonzalez producerkedése mellett.
Az albumról az Enshrined By Grace című dalra forgattak videót, mely szerzemény hallható volt A texasi láncfűrészes című horrorfilm második részének filmzenéjén is. Drum Check címmel egy dobszóló is felkerült az albumra, de egy gitárszóló is rögzítésre került a Born Again képében.
Utóbbi megegyezik a Gateways to Annihilation albumon hallható Secured Limitations szólójával. A God of Our Own Divinity című dalban a Nile gitáros/énekese Karl Sanders is hallható egy vendégszóló erejéig.
Zeneileg egy a Formulas Fatal to the Flesh albumra hajazó korong született, melyre nagyrészt gyors dalok kerültek fel. Az album nagyrészt pozitív kritikákat kapott, a metalstorm 8.5 ponttal jutalmazta a lehetséges tízből, míg a metal-observer maximális ponttal értékelte a zenekar teljesítményét. Utóbbi megjegyezte, hogy a Heretic talán az együttes „legteljesebb” albuma.
Jason Birchmeier az AllMusic kritikusa 3 csillaggal jutalmazta a lemezt, a lehetséges ötből, és kifejtette, hogy ugyan sok újdonságot nem tartalmaz az album, ennek ellenére továbbra is a műfaj egyik legkiemelkedőbb zenekaráról van szó.

## Számlista
Az album öt változatban jelent meg. A normál CD verzió mellett, megjelent egy dupla változat is, 18 bónuszdallal egy Bonus Levels címre keresztelt második koronggal. A harmadik verzió csak németországban jelent meg 10.000 példányra limitálva, míg a negyedik, szintén dupla verzió csak Európában volt kapható, 20.000 példányra limitálva. Az ötödik verzió egy 12 inch-es picture disc formátumban jelent meg 1500 darabra limitálva, mely azonban nem tartalmazott bónusz lemezt.
1. Cleansed in Pestilence (Blade of Elohim) – 4:35
2. Enshrined by Grace – 4:27
3. Beneath the Hollow – 4:20
4. Curse the Flesh – 3:35
5. Praise the Strength – 5:16
6. Stricken Arise – 4:10
7. Place of Many Deaths – 4:13
8. Abyssous – 1:30
9. God of Our Own Divinity – 6:21
10. Within thy Enemy – 3:17
11. Memories of the Past – 3:18
12. Victorious March of Reign the Conqueror – 2:37
13. Drum Check – 2:51
14. Born Again – 2:35

### Bónusz számok
A Born Again végét követően a borítón nem jelzett bónusz dalok is meghallgathatóak a korongon, némi idő elteltével.
1. "Inflections" – 1:35

1. "Tortured Souls" – 3:50 (Place of Many Deaths hangeffektjei)

1. "Terror of MechaGodzilla Lava!" – 0:33
2. "Triplet Lava!!" – 0:51
3. "Doomcreeper" – 4:30 (a Beneath the Hollow instrumentális változata)

### Bonus Levels
A limitált kiadás második korongján 18 dal található, melyek közül az első hat dal, a normál CD verzión is megtalálható szertemények instrumentális változata. A korong többi részében Azagthoth gitárszólói hallhatóak.
1. Beneath the Hollow instrumentális – 4:25
2. Curse the Flesh instrumentális – 3:34
3. Within Thy Enemy instrumentális – 3:16
4. God of Our Own Divinity instrumentális – 6:13
5. Praise the Strength instrumentális – 5:15
6. Place of Many Deaths instrumentális – 4:06
7. Beneath the Hollow gitárszóló – 0:23
8. Curse the Flesh gitárszóló  – 0:16
9. Praise the Strength gitárszóló – 0:16
10. God of Our Own Divinity gitárszóló – 0:36
11. Summoning Redemption gitárszóló 1 – 0:28
12. Summoning Redemption gitárszóló 2 – 0:24
13. Summoning Redemption gitárszóló 3 – 0:28
14. Ageless, Still I Am gitárszóló1 – 0:38
15. Ageless, Still I Am gitárszóló 2 – 0:24
16. At One with Nothing gitárszóló 1 – 0:30
17. At One with Nothing gitárszóló 2 – 0:32
18. To the Victor the Spoils gitárszóló – 0:38

## Helyezések
| Lista (2003)           | hely |
| ---------------------- | ---- |
| Top Heatseekers        | 27   |
| Top Independent Albums | 28   |

## Közreműködők
- Steve Tucker – basszusgitár, ének, dalszöveg
- Trey Azagthoth – gitár, gitárszintetizátor, billentyűs hangszerek, zeneszerző
- Pete Sandoval – dob, zongora, billentyűs hangszerek, zeneszerző
- Karl Sanders – gitárszóló a God of Our Own Divinity c. dalban.
- Juan 'Punchy' Gonzalez – producer, keverés
- Marc Sasso – borító
- Peter "Drunken Monkey" Tsakiris – design
- Alex Solca – fotó